# 天主教烏真托-聖瑪利亞迪萊烏卡教區
天主教烏真托-聖瑪利亞迪萊烏卡教區（拉丁語：Dioecesis Uxentina-Sanctae Mariae Leucadensis）是天主教會在義大利的一個教區。屬萊切總教區。

## 歷史
由於鄂圖曼帝國1537的破壞，教區更早期的檔案都消失了。但1282年，教宗馬丁四世確認教區主教的當選。
1959年8月1日教區易名至今。1980年10月20日兩教區歸於新成立的萊切教省之下。

## 現況
教區包括萊切省南部，教座位於烏真托。2010年有教友120,000人，佔轄區總人口98.4%。教區下轄四十三個堂區，有七十名司鐸。現任教區主教為維多·安朱利。